# Ramat ha-Chajal
Ramat ha-Chajal (hebrejsky: רמת החייל) je čtvrť v severovýchodní části Tel Avivu v Izraeli. Je součástí správního obvodu Rova 2 a samosprávné jednotky Rova Cafon Mizrach.

## Geografie
Leží na severovýchodním okraji Tel Avivu, cca 5 kilometrů od pobřeží Středozemního moře a cca 1 kilometr severně od řeky Jarkon, v nadmořské výšce cca 40 metrů. Na východě sousedí se čtvrtí Neve Šaret a podnikatelskou zónou Kirjat Atidim, na severu se čtvrtí Cahala, na západě Revivim a na jihu Jisgav.

## Popis čtvrti
Plocha čtvrti je vymezena na severu ulicí Dvora ha-Nevi'a, na východě ulicí Raoul Wallenberg a na západě Mišmar ha-Jarden. Jižně od ulice David Tritch už začíná čtvrť Jisgav. Převládá zde nižší individuální zástavba. V roce 2007 tu žilo 4206 obyvatel (údaje společné pro čtvrtě Jisgav a Ramat ha-Chajal). 